# B≡FULLEST
B≡FULLEST(비프로스트)는 일본의 여성 아이돌 그룹이다. 소속 사무소 디어 스테이지.

## 개요
니지노 콘키스타도르 전 멤버 시미즈 리코, 나카무라 아카리, 츠루미 모에 3명이 결성된 신 프로젝트.
세 명의 소녀가 "천계로부터 지상에 낙태된 여신"으로서, 새로운 여로를 걷는다고 하는 세계관을 중심으로 전개. 폐허와 꽃이 교차하는 환상적인 세계에서, 「소중한 무언가가 끝나 버린 순간=나니카」를 접하면서, 그것을 음악으로 승화해, "빛나는 날개"를 모아 가는 스토리를 만든다.

## 멤버
- 츠루미 모에 (鶴見 萌, 1996년 12월 5일(28세)) - 도쿄도 출신.
- 시미즈 리코 (清水 理子, 1997년 1월 28일(28세)) - 와카야마현 출신.
- 나카무라 아카리 (中村 朱里, 1998년 1월 30일(27세)) - 지바현 출신.

## 음악

### 가창 악곡
- ナニカノカケラ
- DROP